# Mohamed Ihattaren
Mohamed Amine Ihattaren (* 12. Februar 2002 in Utrecht, Utrecht) ist ein niederländisch-marokkanischer Fußballspieler. Er steht aktuell bei der RKC Waalwijk unter Vertrag.

## Karriere

### Verein
Mohamed Ihattaren begann seine Karriere beim SV Houten in Houten nahe seiner Geburtsstadt. 2010 wechselte er in die Jugend der PSV Eindhoven. Anderthalb Monate nach seinem 16. Geburtstag unterschrieb er dort auch seinen ersten Profivertrag am 28. März 2018. Sein Debüt im Profifußball gab Ihattaren am 26. Januar 2019 im Ligaheimspiel gegen den FC Groningen mit einer Einwechslung in der 90. Spielminute für Gastón Pereiro. Im Alter von 16 Jahren, elf Monaten und 14 Tagen war Ihattaren zu diesem Zeitpunkt der viertjüngste Spieler, der je für den Verein in einem Pflichtspiel auflief.
Im August 2021 wechselte Ihattaren kurz vor Ende des Transferfensters zu Juventus Turin in die italienische Serie A und wurde direkt an den Ligakonkurrenten Sampdoria Genua verliehen. Im Oktober 2022 kehrte Ihattaren aus „privaten Gründen“ in die Niederlande zurück und war für einige Zeit weder für den Klub noch seinen Berater Mino Raiola erreichbar. Nachdem Sampdoria die Leihe im Januar 2022 vorzeitig abgebrochen hatte, wechselte Ihattaren wenige Tage später bis 31. Dezember 2022 leihweise zu Ajax Amsterdam, wo er für die Zweite Mannschaft fünf Einsätze in der Keuken Kampioen Divisie absolvierte und dabei vier Tore erzielte. Am 28. Juli 2023 lösten Juventus und Ihattaren ihr Vertragsverhältnis vorzeitig auf. Ein möglicher Wechsel zu Samsunspor in die Türkei scheiterte Anfang August 2023 in letzter Minute an „inakzeptablen Forderungen“. Von Dezember 2023 bis April 2024 stand er in Tschechien bei Slavia Prag unter Vertrag.

### Nationalmannschaft
Am 19. August 2020 wurde Mohamed Ihattaren erstmals für die niederländische A-Nationalmannschaft nominiert, als er für den vorläufigen Kader für die Gruppenspiele in der UEFA Nations League 2020/21 gegen Polen und Italien berufen wurde und schaffte es auch in den endgültigen Kader.

## Erfolge
- U17-Europameister: 2018

## Persönliches
Ihattaren wurde im Februar 2002 in Utrecht geboren. Er hat vier Brüder und eine Schwester.